# Sargodha
Sargodha ist eine Großstadt in der pakistanischen Provinz Punjab. Sie liegt 175 km westlich der Metropole Lahore und etwa gleich weit südlich der Hauptstadt Islamabad. Sargodha hatte bei der letzten Volkszählung (2017) 659.862 Einwohner. Ihre Wirtschaft ist traditionell landwirtschaftlich geprägt, aber sie ist auch Standort einer Universität und von Pakistans größter Luftwaffenbasis. Hier werden in den Kirana Hills Atombomben gelagert. Ärzte verschiedener Herkunft sind am Fatima Hospital in Sargodha tätig.

## Bevölkerungsentwicklung
| Zensusjahr | Einwohnerzahl |
| ---------- | ------------- |
| 1972       | 200.460       |
| 1981       | 291.362       |
| 1998       | 455.360       |
| 2017       | 659.862       |

## Persönlichkeiten
- Asjad Iqbal (* 1991), Snookerspieler